# Nád (település)
Nád (másképpen Nádfalu, németül: Rohr im Burgenland) község Ausztriában, Burgenland tartományban a Németújvári járásban.

## Fekvése
Németújvártól 16 km-re északnyugatra a Zickenbach partján fekszik.

## Története
A települést 1346-ban "Rhoor" alakban említik először. 1427-ben "Nadasfalw", 1498-ban "Nadas" néven szerepel a korabeli forrásokban. A németújvári uradalomhoz tartozott. 1524-től a Batthyány család birtoka. 1529-ben és 1532-ben elpusztította a török. Ezt követően németekkel telepítették be. Lakói 1580-ban evangélikusok lettek, de a katolikus hitre áttért Batthyány Ádám visszatérítette őket.
Vályi András szerint " RÓR. Német falu Vas Várm. földes Ura G. Batthyáni Uraság, lakosai katolikusok leginkább, fekszik Német Újvárhoz két mértföldnyire; határja hegyes, és vőlgyes, vagyonnyait könnyen eladhattya Stájer Országban, savanyú vize is van. "
Fényes Elek szerint " Rohr, német falu, Vas vmegyében, a németujvári uradalomban, 448 kath. lak."
Vas vármegye monográfiája szerint "Nád községnek van 85 háza és 626 németajkú, r. kath. és ág. ev. vallású lakosa. Postája Kukmér, távírója Német-Ujvár. Birtokosok a Batthyányak és Montenuovo Alfréd herczeg."
1910-ben 625, túlnyomórészt német lakosa volt. A trianoni békeszerződésig Vas vármegye Németújvári járásához tartozott. 1921-ben Ausztria Burgenland tartományának része lett.